# 醴茶高速公路
醴茶高速公路指湖南省境内醴陵至茶陵高速公路，为湖南省规划的“五纵七横”高速公路网中的第一纵平汝高速公路中的第三段。公路起于醴陵市板杉乡，终点茶陵县平水镇，路线全长105.205公里，为双向四车道，设计时速100公里。
沿线经过醴陵市、攸县和茶陵县三县市，从醴陵市板杉乡，与沪昆高速醴潭段相接，并顺接浏醴高速公路，经黎家冲、嘉树、泗汾、船湾、皇图岭、湖南坳、钟佳桥、莲塘坳、菜花坪、虎踞，于茶陵县平水镇与泉南高速衡炎段相接。工程概算总投资为78.9536亿元，于2009年5月27日开工建设，预计2012年年底建成通车。